# Gundobad
Gundobad (ok. 452–516) – syn Gundioka, siostrzeniec Rycymera. Król Burgundów (473–516).
W roku 472 został wezwany przez swojego wuja Rycymera do Italii. Zabił cesarza Antemiusza w obrębie bazyliki św. Piotra. W latach 472–473 faktyczny władca Cesarstwa Zachodniorzymskiego; 3 marca 473 powołał na tron marionetkowego cesarza Gliceriusza. Niedługo po tym musiał wracać do Burgundii, by przejąć władzę po śmierci stryja Chilperyka I. Po powrocie, w początkowym okresie sprawował władzę w formie tetrarchii wraz z trzema swoimi braćmi: Godigiselem, Chilperykiem II i Gundomarem, po wyeliminowaniu braci objął rządy samodzielne. Zasłynął jako prawodawca. Wzorując się na wizygockim królu Euryku kazał skodyfikować prawo burgundzkie (Lex Gundobada).
Gundobad był wyznania ariańskiego, jako władca prowadził politykę tolerancji religijnej. Żona Gundobada, królowa Karetena była katoliczką. Władzę po Gundobadzie przejął jego syn Zygmunt wychowany przez matkę w religii katolickiej. Zygmunt uznał katolicyzm religią oficjalna państwa – został uznany za świętego (patron Czech).